# Becalel ben Jehuda Löw
Becalel ben Jehuda Löw (hebrejsky ; רבי בצלאל בן יהודה ״חריף״ לאו, בן המהר״ל, ר"מ קלין‎) (kolem 1555? – 28. října 1599 Kolín), zvaný Charif (hebrejsky חריף‎; doslova „Ostrý“) byl český rabín, přední osobnost kolínské židovské obce v poslední třetině 16. století a pravděpodobně nejstarší syn slavného Jehudy ben Becalela Löwa, pražského Maharala.. 
O jeho životě se dochovalo jen málo informací. Jisté je, že byl hlavou kolínské rabínské ješívy. Zemřel 27. října roku 1599, podle židovského kalendáře v 8. chešvanu roku 5360. Pohřben je na starém židovském hřbitově v Kolíně a jeho náhrobek patří k jedněm z nejhonosnějších.
V rodopisném díle Meira ben Perelse Megilat juchasin (17. století, Praha) se o něm uvádí:
Věz, že Maharal měl jen jednoho syna, zvaného Becalel Charif, a to byl divuplný gaon. A ze žárlivosti ho nechtěli přijmout, aby vyplnil místo svého otce zde v Praze, a přijali gaona Efraima Lunčice, autora knihy Olelot Efraim, jako hlavu ješivy ještě za života Maharala. A rozhněval se výše řečený Becalel, protože je lepší stokrát zemřít, než být stižen žárlivostí, a odešel do svaté obce Kolína a založil tam ješivu. A tam také byl roku 360 podle malého letopočtu povolán do Nebeské ješivy.
Meir ben Perels, Megilat juchasin

## Potomci
Měl asi tři syny a jednu dceru. Jedním z jeho synů byl i rabín Šmuel ben Becalel Löw, primas kolínské židovské obce v 17. století (Maharalův vnuk; zemřel 1655), který je podle některých zdrojů uváděn i jako rabín v Hesensku (patrně Frankfurt nad Mohanem?). Pochován je ovšem na Starém židovském hřbitově na Josefově v Praze.